# Sender Rimberg
Der Sender Rimberg ist eine Sendeanlage des Hessischen Rundfunks für UKW, DVB-T, Mobilfunk und Richtfunk auf dem Rimberg im hessischen Landkreis Hersfeld-Rotenburg.
Der Sender wurde 1964 nach zweijähriger Bauzeit in Betrieb genommen und verwendet einen 220 Meter hohen abgespannten Stahlfachwerkmast mit quadratischem Querschnitt. Anfangs wurden zunächst die beiden Hörfunkprogramme hr1 und hr2 sowie ein Fernsehversuchsprogramm (Kanal 57) verbreitet. Bis zur Umstellung auf DVB-T am 29. Mai 2006 wurde das analoge Fernsehen auf den Kanälen 25 (ZDF, 250 kW), 39 (HR, 332 kW) und 57 (ARD, 400 kW) ausgestrahlt.
Am 1. und 2. Mai 2018 wurde der über 50 Jahre alte GfK-Zylinder gegen einen neuen ausgetauscht. Die neue Spitze enthält die Antennen für DVB-T2.

## Geographische Lage
Der Sender Rimberg liegt auf dem Rimberg (591,8 m ü. NHN), einem bewaldeten Berg des Mittelgebirges Knüll zwischen den Städten Alsfeld und Bad Hersfeld. Er befindet sich etwa 500 m östlich, oberhalb des an der Bundesautobahn 5 stehenden Motel-Rasthauses Rimberg (ca. 484 m) auf dem Nordwestteil des langgestreckten Höhenrückens.

## Frequenzen und Programme

### Analoges Radio (UKW)
Beim Antennendiagramm sind im Falle gerichteter Strahlung die Hauptstrahlrichtungen in Grad angegeben.
| Frequenz (MHz) | Programm        | RDS PS                | RDS PI                | Regionalisierung | ERP (kW) | Antennen- diagramm rund (ND)/gerichtet (D) | Polarisation horizontal (H)/vertikal (V) |
| -------------- | --------------- | --------------------- | --------------------- | ---------------- | -------- | ------------------------------------------ | ---------------------------------------- |
| 95,0           | hr-info         | hr-info_ 1)           | D367                  | –                | 50       | ND                                         | H                                        |
| 91,9           | hr4             | hr4_Nord, __hr4___ 1) | D664 (regional), D364 | Nordost-Hessen   | 20       | ND                                         | H                                        |
| 97,7           | You FM          | _YOU_FM_ 1)           | D366                  | –                | 50       | ND                                         | H                                        |
| 91,3           | Deutschlandfunk | __Dlf___              | D210                  | –                | 50       | ND                                         | H                                        |
| 90,5           | Radio Bob       | RADIOBOB              | D46A                  | –                | 0,05     | D (70–110°)                                | H                                        |

1) Manchmal dynamisch mit Sendungsinformationen, Musiktitelinformationen oder Webadressen
Die am Sender Rimberg ausgestrahlten Programme wurden nach mehreren Jahrzehnten im Jahr 2005 teilweise geändert. Zunächst wurde im April auf der bis dahin von hr3 genutzten Frequenz 97,7 die hr-Jugendwelle You FM aufgeschaltet. Im Zuge eines größeren, hessenweiten Frequenztausches zwischen Hessischem Rundfunk und Deutschlandradio wird schließlich seit Juni 2005 auf der Frequenz 91,3 MHz das Programm des Deutschlandfunks gesendet. Zuvor war hier hr1 zu hören.
Im Februar 2013 wurde auf der bis anhin von hr2 genutzten Frequenz 95,0 MHz das Programm hr-info aufgeschaltet.
hr1, hr2 und hr3 sind heute im Versorgungsgebiet des Senders Rimberg nur noch über benachbarte Senderstandorte (vor allem Hoher Meißner, Heidelstein und Sackpfeife) zu hören.
Am 29. Juni 2009 wurde RADIO BOB! auf der Frequenz 90,5 MHz aufgeschaltet. Die Frequenz wird über eine separate, in niedriger Höhe am Sendemast angebrachte Antenne mit einem nach Osten gerichteten Antennendiagramm gesendet.

### Digitales Radio (DAB)
DAB wird in vertikaler Polarisation und im Gleichwellenbetrieb mit anderen Sendern ausgestrahlt. Die Aufschaltung des DAB-Kanal 7B, dem landesweiten Multiplex des Hessischen Rundfunks und des bundesweiten Multiplex auf DAB-Kanal 5C erfolgte am 1. August 2012.
| Block                        | Programme | ERP (kW) | Antennendiagramm rund (ND)/gerichtet (D) | Gleichwellennetz (SFN) |
| ---------------------------- | --- | -------- | ---------------------------------------- | --- |
| 5C DR Deutschland (D__00188) | DAB+-Multiplex von Media Broadcast: - Absolut relax (72 kbps) - Dlf (104 kbps) - Dlf Kultur (112 kbps) - Dlf Nova (104 kbps) - DRadio DokDeb (48 kbps) - Energy Digital (72 kbps) - ERF Plus (64 kbps) - Klassik Radio (72 kbps) - Radio Bob (72 kbps) - Radio Horeb (48 kbps) - Radio Schlagerparadies (64 kbps) - Schwarzwaldradio (64 kbps) - sunshine live (72 kbps) - DRadio Daten (32 kbps Daten) - EPG Deutschland (16 kbps Daten) - TPEG (16 kbps Daten) - TPEG_MM (16 kbps Daten) | 10       | D                                        | - Baden-Württemberg: Aalen, Baden-Baden (Fremersberg), Bad Mergentheim, Blauen, Brandenkopf, Donaueschingen, Feldberg im Schwarzwald, Freiburg (Vogtsburg-Totenkopf), Geislingen (Oberböhringen), Großerlach (Hohe Brach), Heidelberg (Königstuhl), Heilbronn (Schweinsberg), Hochrhein (Rickenbach), Hornisgrinde, Pforzheim (Schömberg-Langenbrand), Raichberg, Ravensburg (Höchsten), Reutlingen, Stuttgart (Frauenkopf), Ulm (Kuhberg) - Bayern: Amberg (Hirschau), Aschaffenburg (Pfaffenberg), Augsburg (Hotelturm), Bad Tölz (Gaißach), Bamberg (Geisberg), Büttelberg, Brotjacklriegel, Dillberg, Grünten, Herzogstand, Hochberg (Traunstein), Hoher Bogen, Inntal (Ebbs), Ingolstadt (Gelbelsee), Kreuzberg/Rhön, Landshut (Altdorf), München (Olympiaturm), Nennslingen (Büchelberg), Nürnberg, Oberammergau, Ochsenkopf, Passau, Pfänder, Pfaffenhofen, Pfarrkirchen, Pfronten, Regensburg (Hohe Linie), Unterringingen, Untersberg, Wendelstein (Bayrischzell), Würzburg (Frankenwarte) - Berlin: Berlin (Alexanderplatz), Berlin (Scholzplatz) - Brandenburg: Bad Belzig, Booßen, Brandenburg/Havel, Calau, Casekow, Cottbus, Eisenhüttenstadt, Petkus, Pritzwalk, Templin - Bremen: Bremen (Walle), Bremerhaven-Schiffdorf - Hamburg: Hamburg (Moorfleet), Hamburg (Heinrich-Hertz-Turm) - Hessen: Bad Hersfeld (Rimberg), Biedenkopf (Sackpfeife), Fulda (Hummelskopf), Frankfurt (Europaturm), Gelnhausen (Schnepfenkopf), Gießen (Dünsberg), Großer Feldberg, Hardberg, Hohe Wurzel, Hoher Meißner, Kassel (Habichtswald), Mainz-Kastel - Mecklenburg-Vorpommern: Garz (Rügen), Güstrow, Malchin, Neubrandenburg-Süd, Rostock (Toitenwinkel), Röbel, Schwerin (Zippendorf-Gr.Dreesch), Torgelow, Wismar/Rüggow, Züssow - Niedersachsen: Aurich-Popens, Braunschweig (Broitzem), Braunschweig (Drachenberg), Cuxhaven-Stadt, Dannenberg, Göttingen (Bovenden-Osterberg), Hannover (Telemax), Lingen, Lüneburg-Neu Wendhausen, Molbergen-Peheim, Osnabrück (Bramsche-Schleptruper Egge), Hildesheim (Sibbesse), Steinkimmen, Uelzen, Visselhövede, Wilhelmshaven - Nordrhein-Westfalen: Aachen (Karlshöhe), Bielefeld (Hünenburg), Bonn (Venusberg), Dortmund (Florianturm), Düsseldorf (Rheinturm), Eggegebirge, Herscheid, Hochsauerland (Hunau), Hürtgenwald-Großhau, Köln (Colonius), Langenberg, Lügde-Rischenau (Köterberg), Minden (Jakobsberg), Münster (Fernmeldeturm), Schöppingen, Siegen-Süd, Wesel - Rheinland-Pfalz: Bad Kreuznach (Schanzenkopf), Bad Marienberg (Westerwald), Bornberg, Daun (Eifel), Edenkoben (Kalmit), Heckenbach-Schöneberg (Ahrweiler), Idar-Oberstein, Kaiserslautern, Kettrichhof, Koblenz (Kühkopf), Trier (Petrisberg) - Saarland: Merzig-Merchingen, Saarbrücken (Schoksberg) - Sachsen: Chemnitz, Dresden, Geyer, Leipzig, Löbau, Neustadt, Oschatz, Schöneck, Zwickau Ost - Sachsen-Anhalt: Brocken, Burg, Dequede, Petersberg, Pettstädt (Weißenfels), Schneidlingen, Wittenberg - Schleswig-Holstein: Bungsberg, Flensburg, Heide, Helgoland, Hennstedt, Kiel (Kronshagen), Lübeck (Stockelsdorf), Schleswig, Niebüll (Süderlügum), Westerland (Sylt) - Thüringen: Bleßberg (Sonneberg), Erfurt-Hochheim, Gera, Inselsberg, Jena (Oßmaritz), Kulpenberg, Saalfeld (Remda), Lobenstein (Sieglitzberg), Weimar (Ettersberg) |
| 7B hr Radio (D__30122)       | DAB+-Multiplex des HR: - hr1 Rhein-Main (Süd) (88 kbps) - hr1 Nordhessen (Nord) (88 kbps) - hr1 Mittelhessen (Mitte) (88 kbps) - hr2 (136 kbps) - hr3 Rhein-Main (Süd) (88 kbps) - hr3 Nordhessen (Nord) (88 kbps) - hr3 Mittelhessen (Mitte) (88 kbps) - hr4 Rhein-Main (Süd) (88 kbps) - hr4 Nordhessen (Nord) (88 kbps) - hr4 Mittelhessen (Mitte) (88 kbps) - YOU FM (88 kbps) - hr-iNFO (88 kbps) - hr EPG (32 kbps) - hr journaline (32 kbps) - hr TPEG (32 kbps)                    | 10       | ND                                       | - Nordhessen: Habichtswald, Hoher Meißner, Holzminden-Neuhaus, Haina/Hohes Lohr (geplant) - Osthessen: Heidelstein/Rhön, Kreuzberg, Rimberg, Schlüchtern, Bad Hersfeld (Wippershainer Höhe) (geplant) - Mittelhessen: Biedenkopf (Sackpfeife), Diez/Lahntal, Gießen (Dünsberg), Herborn-Burg, Driedorf/Höllberg (Westerwald), Hoherodskopf (Vogelsberg) (geplant) - Rhein/Main: Großer Feldberg (Taunus), Frankfurt (Europaturm), Gelnhausen (Schnepfenkopf), Hohe Wurzel, Mainz-Kastel - Südhessen: Darmstadt-Weiterstadt, Hardberg, Würzberg, Krehberg (Odenwald) (geplant) |

### Digitales Fernsehen (DVB-T2)
Am 29. März 2017 endete die Ausstrahlung von DVB-T-Programmen und der Regelbetrieb von DVB-T2 HD wurde aufgenommen. Seitdem senden im DVB-T2-Standard die Programme der ARD (hr-Mux) und des ZDF im HEVC-Videokodierverfahren und in Full-HD-Auflösung.
Die DVB-T2 HD-Ausstrahlungen vom Rimberg sind teilweise im Gleichwellenbetrieb (Single Frequency Network) mit anderen Sendestandorten.
| Kanal | Frequenz (MHz) | Multiplex                                                | Programme im Multiplex                                                                                | ERP (kW) | Antennendiagramm rund (ND)/ gerichtet (D) | Polarisation horizontal (H) / vertikal (V) | Modulationsverfahren | FEC | Guardintervall | Bitrate (MBit/s) | Gleichwellennetz (SFN)                                                 |
| ----- | -------------- | -------------------------------------------------------- | --- | -------- | ----------------------------------------- | ------------------------------------------ | -------------------- | --- | -------------- | ---------------- | ---------------------------------------------------------------------- |
| 42    | 642            | ARD Digital (hr)                                         | - Das Erste HD - Phoenix HD - arte HD - tagesschau24 HD - one HD                                      | 50       | ND                                        | H                                          | 64-QAM (16k-Modus)   | 1/2 | 19/128         | 18,34            |                                                                        |
| 29    | 538            | ARD regional (hr) Nord                                   | - hr-fernsehen HD - MDR Thüringen HD - NDR FS NDS HD - SWR RP HD - WDR HD Köln                        | 50       | ND                                        | H                                          | 64-QAM (16k-Modus)   | 3/5 | 19/128         | 22,00            | Rimberg, Hoher Meißner, Habichtswald, Kassel-Söhrewald                 |
| 22    | 482            | Substream 0: ZDF (ZDFmobil) Substream 1: MEDIA BROADCAST | Substream 0: - ZDF HD - ZDFinfo HD - zdf_neo HD - 3sat HD - KiKA HD Substream 1: - freenet.TV connect | 50       | ND                                        | H                                          | 64-QAM (16k-Modus)   | 3/5 | 19/128         | 22,00            | Rimberg, Großer Feldberg (Taunus), Europaturm (Frankfurt), Hohe Wurzel |

### Digitales Fernsehen (DVB-T)
Die DVB-T-Ausstrahlungen liefen seit dem 29. Mai 2006 und waren im Gleichwellenbetrieb (Single Frequency Network) mit anderen Sendestandorten. Sie endeten am 29. März 2017.
| Kanal | Frequenz (MHz) | Multiplex                   | Programme im Multiplex                                                                                              | ERP (kW) | Antennendiagramm rund (ND)/ gerichtet (D) | Polarisation horizontal (H) / vertikal (V) | Modulationsverfahren | FEC | Guardintervall | Bitrate (MBit/s) | Gleichwellennetz (SFN)                                                 |
| ----- | -------------- | --------------------------- | --- | -------- | ----------------------------------------- | ------------------------------------------ | -------------------- | --- | -------------- | ---------------- | ---------------------------------------------------------------------- |
| 32    | 562            | ARD Digital (hr)            | - Das Erste (hr) - Phoenix - ARTE - tagesschau24                                                                    | 50       | ND                                        | H                                          | 16-QAM (8-k-Modus)   | 2/3 | 1/4            | 13,27            | Rimberg, Hoher Meißner, Habichtswald, Angelburg                        |
| 35    | 586            | ARD regional (hr) Osthessen | - hr-fernsehen - Bayerisches Fernsehen Nord (Franken) - MDR Fernsehen (Thüringen) - SWR Fernsehen (Rheinland-Pfalz) | 50       | ND                                        | H                                          | 16-QAM (8-k-Modus)   | 2/3 | 1/4            | 13,27            | Rimberg, Heidelstein (Rhön)                                            |
| 22    | 482            | ZDFmobil                    | - ZDF - 3sat - ZDFinfo - KiKA (06–21 Uhr) / ZDFneo (21–06 Uhr)                                                      | 50       | ND                                        | H                                          | 16-QAM (8-k-Modus)   | 2/3 | 1/4            | 13,27            | Rimberg, Großer Feldberg (Taunus), Europaturm (Frankfurt), Hohe Wurzel |